# Albert Zürner
Albert Zürner, (Hamburgo, 30 de janeiro de 1890 - Hamburgo, 13 de julho de 1920) foi um saltador ornamental alemão que competiu em provas de saltos ornamentais por seu país.
Zürner é o detentor de duas medalhas olímpicas, conquistadas em duas diferentes edições. Apesar de ter participado da edição de 1906, nos chamados Jogos Intercalados, o primeiro pódio, vencedor, veio no trampolim de 3 m em Londres 1908, quando conquistou a medalha de ouro. A segunda conquista, de prata, veio quatro anos mais tarde, na plataforma de 10 m. Em sua cidade natal, Albert faleceu aos trinta anos de idade em um acidente de mergulho.